# Barpathar
Barpathar é uma cidade e uma town area committee no distrito de Golaghat, no estado indiano de Assam.

## Geografia
Barpathar está localizada a 26° 18′ N, 93° 52′ L. Tem uma altitude média de 99 metros (324 pés).

## Demografia
Segundo o censo de 2001, Barpathar tinha uma população de 7078 habitantes. Os indivíduos do sexo masculino constituem 53% da população e os do sexo feminino 47%. Barpathar tem uma taxa de literacia de 78%, superior à média nacional de 59,5%; com 56% para o sexo masculino e 44% para o sexo feminino. 12% da população está abaixo dos 6 anos de idade.